# 佘繕妡
佘繕妡（英語：Kaylin Hsieh；2001年5月19日—），香港女子劍擊運動員，香港劍擊代表隊成員，主攻重劍。其父親曾從事游泳運動。佘繕妡出生於加拿大，約4歲時隨家人回港定居，6歲時開始接觸劍擊。小學時代學習花劍四年，進入中學後教練看到她的潛質，提議改練重劍。她於15歲時便在2016年亞洲U23劍擊錦標賽上越級挑戰，奪得女子重劍個人項目銀牌。
2018年，佘繕妡先在2月的亞洲青少年錦標賽上獲得兩面金牌（U17個人、U20團體）及兩面銅牌（U20個人、U17團體），後於4月的在世界青少年劍擊錦標賽女子重劍少年組封后，成為繼張藝馨和張家朗後，歷來第3名稱霸世青賽的香港劍手。隨後她轉戰成年組亞洲錦標賽，取得女子重劍個人賽銅牌，並聯同隊友摘下團體賽銀牌。同年8月進行的雅加達亞運會中佘繕妡亦獲得團體賽銅牌及個人賽第五名。2021年更入選東京奧運香港劍擊代表隊。2023年成都世界大學生運動會，佘繕妡在女子重劍個人賽中成功封后，奪得港隊史上首面世大運劍擊金牌。同年佘繕妡延續好表現，分別在杭州亞運女子重劍團體賽獲得銀牌，以及在U23亞洲劍擊賽女子重劍個人賽首度斬獲金牌。
2025年1月，佘繕妡於多哈大獎賽上過關斬將，成為繼江旻憓後第二位奪大獎賽金牌的香港女重劍手。7月又在德國萊茵魯爾2025世界大學生運動會成功衛冕女子重劍個人賽冠軍。

## 主要運動成就[3][8][9][10]
世界大學生運動會
- 2023年成都世界大學生運動會 女子重劍個人賽 金牌

亞洲錦標賽
- 2015 女子U23重劍團體賽 銅牌
- 2016女子U23重劍個人賽 銀牌
- 2017 女子U23重劍團體賽 銀牌
- 2018 女子重劍個人賽 銅牌、團體賽 銀牌
- 2019女子重劍團體賽 銅牌
- 2019女子U23重劍團體賽 銀牌
- 2023女子重劍團體賽 銀牌
- 2023女子U23重劍個人賽 金牌
- 2023女子U23重劍團體賽 銅牌

亞洲青少年劍擊錦標賽
- 2016少年組女子重劍團體賽 銀牌
- 2017少年組女子重劍個人賽 金牌、團體賽 金牌
- 2017青年組女子重劍團體賽 銅牌
- 2018 少年組女子重劍個人賽 金牌、團體賽 金牌
- 2018青年組女子重劍個人賽 銅牌、團體賽 金牌

香港公開劍擊錦標賽
- 2017女子重劍冠軍
- 2022女子重劍冠軍
- 2023女子重劍冠軍

重劍衛星賽
- 2018女子重劍個人賽金牌

世界青少年錦標賽
- 2018 女子U17重劍個人賽 金牌

青年奧運會
- 2018 女子重劍個人賽 銀牌、洲際團體賽 銀牌

亞洲運動會
- 2018 女子重劍團體賽 銅牌、個人賽 第5名

奧運會
- 2020女子重劍團體賽 第7名

全美大學聯賽（NCAA）
- 2021 女子重劍個人賽 銀牌
- 2022 女子重劍個人賽 金牌、賽事最佳女重劍手

女子重劍世界盃
- 2022巴塞隆拿站8強
- 2024溫哥華站銅牌

女子重劍大獎賽
- 2025多哈站金牌

## 個人榮譽
- 香港傑出運動員選舉「香港最具潛質運動員」（2017）[12]
- 民政事務局局長嘉許狀 （2018）[13]

## 個人學業
佘繕妡就讀沙田學院、滬江維多利亞學校時成績不俗，2020年更獲得盛產世界級劍手的美國聖母大學（University of Notre Dame）錄取，入讀該校曾排名全美前十的門多薩商學院（Mendoza College of Business），並獲得全資獎學金。

## 廣告及代言
Under Armour（2022）

## 外部連結
- 佘繕妡的Instagram帳戶
- 佘繕妡的Facebook專頁